# Helga Dudzinski
Helga Rosa Maria Dudzinski (* 4. Juni 1929 in München; † 28. Oktober 2022 ebenda) war eine deutsche Eiskunstläuferin und dreifache Deutsche Meisterin bei den Damen.
Sie repräsentierte den EV Füssen. Sie nahm 1952 an den Olympischen Winterspielen teil und belegte dort den 12. Platz. 1953 gewann sie die Bronzemedaille bei den Europameisterschaften hinter Gundi Busch (GER) und Erica Batchelor (GBR). Von 1949 bis 1951 war sie Deutsche Meisterin.
Deutsche Sportler waren nach dem Zweiten Weltkrieg bis einschließlich 1950 von internationalen Meisterschaften ausgeschlossen. Daher konnte Helga Dudzinski erst 1951 international starten.

## Erfolge/Ergebnisse
| Wettbewerb/Wintersaison  | 1949 | 1950 | 1951 | 1952 | 1953 |
| ------------------------ | ---- | ---- | ---- | ---- | ---- |
| Olympische Winterspiele  | -    | -    | -    | 12.  | -    |
| Weltmeisterschaften      | -    | -    | 12.  | 11.  | WDR  |
| Europameisterschaften    | -    | -    | 7.   | 4.   | 3.   |
| Deutsche Meisterschaften | 1.   | 1.   | 1.   | 3.   | 2.   |

WDR = zurückgezogen